# J. R. Giddens
Pour les articles homonymes, voir Giddens.
Justin Ray Giddens, né le 13 février 1985 à Oklahoma City, Oklahoma est un joueur de basket-ball américain. Il évolue au poste d'arrière.
Il joue d'abord deux saisons pour les Jayhawks de l'Université du Kansas avant de rejoindre les Lobos de l'université du Nouveau-Mexique. Il est sélectionné par les Boston Celtics en 30e position lors de la Draft 2008 de la NBA. Le 15 novembre il est envoyé au Flash de l'Utah dans la ligue de développement  NBA. Il est rappelé dans l'équipe des Celtics le 8 février 2009.
Il est dans le 5 majeur des Celtics pour la première fois le 2 janvier 2010. Le 18 février 2010, il est envoyé aux Knicks de New York avec Bill Walker et Eddie House en échange de Nate Robinson et Marcus Landry.